# Розумівка (Кропивницький район)
Розумі́вка (колишня назва — Єразмівка) — село в Україні, в Олександрівській селищній громаді Кропивницького району Кіровоградської області. Населення становить 674 осіб. Колишній центр Розумівської сільської ради.

## Історія
Початкова назва Розумівки — Єразмівка. Єразмівка, разом з Івангородом, Бовтишкою, Бірками, хуторами Нерубайка, Лісогорське, в 1805 році складало спадщину Миколи Миколайовича Раєвського під назвою помістя Раєвських «Бовтишка».
Раніше ці села належали князю Григорію Потьомкіну, який викупив їх у польського князя Любомирського за 6 мільйонів рублів. В 1794 році після смерті Потьомкіна правонаступницею  «Бовтишки» стала його старша племінниця Катерина Самойлова, яка в першому  шлюбі була одружена з полковником Азовського піхотного полку Миколою Семеновичем Раєвським.
Станом на 1885 рік у колишньому власницькому селі Єразмівка Бовтиської волості Чигиринського повіту Київської губернії мешкало 1147 осіб, налічувалось 228 дворових господарств, існувала православна церква, молитовний будинок, школа, 2 постоялих будинки, лавка.
За переписом 1897 року кількість мешканців зросла до 1832 осіб (913 чоловічої статі та 919 — жіночої), з яких 1820 — православної віри.
Під час Голодомору в селі загинуло 237 людей.
7 квітня 2023 року громада перейшла до ПЦУ.

Панорамне фото села Розумівки середини XX століття, при чому на церкві видніються два куполи

## Населення
Згідно з переписом УРСР 1989 року чисельність наявного населення села становила 953 особи, з яких 404 чоловіки та 549 жінок.
За переписом населення України 2001 року в селі мешкало 829 осіб.

### Мова
Розподіл населення за рідною мовою за даними перепису 2001 року:
| Мова       | Відсоток |
| ---------- | -------- |
| українська | 98,68 %  |
| російська  | 1,08 %   |
| молдовська | 0,24 %   |

## Історичні пам'ятки Розумівки

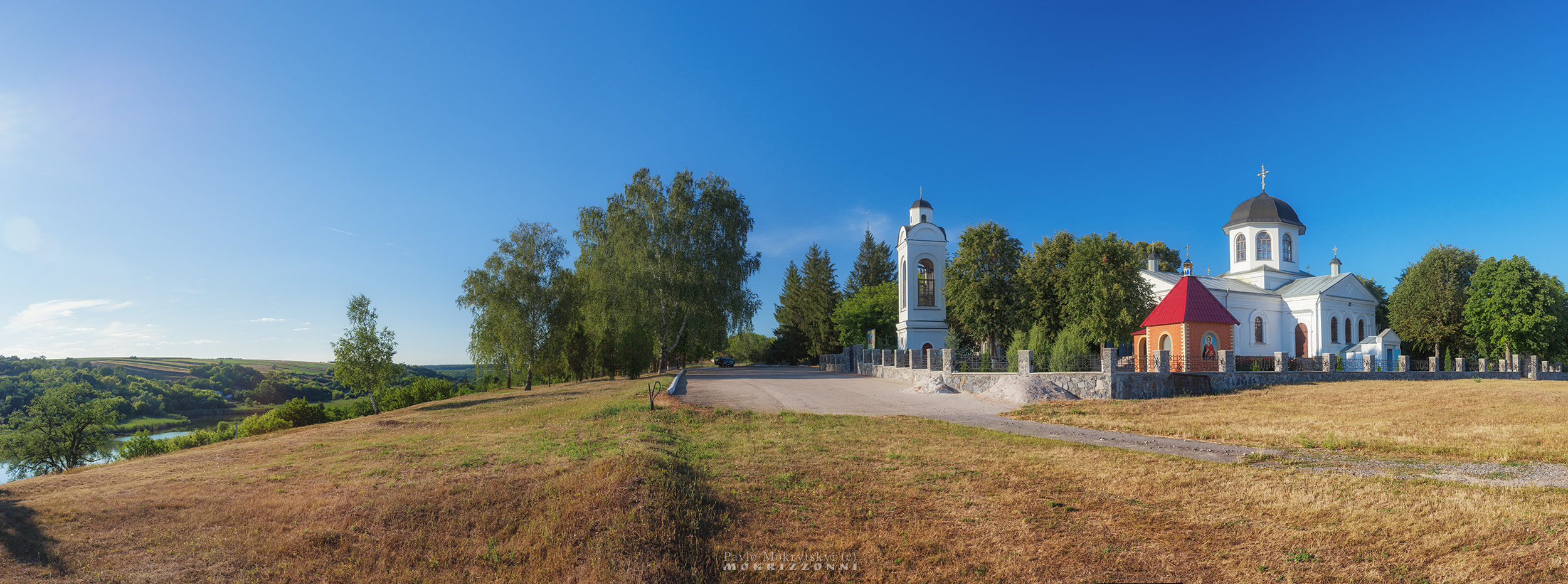
Хрестовоздвиженська церква-усипальниця Раєвських, село Розумівка

Свято-Хрестовоздвиженська церква (усипальниця Раєвських) внесена до реєстру пам'яток містобудування і архітектури національного культурного надбання України. Про храм у Розумівці відомо, що у 18 столітті спочатку була споруджена дерев'яна церква в ім'я Іоанна Богослова. Ця церква ще стояла у 1860-х роках. 3 травня 1833 року на місці поховання, на одному з найкрасивіших місць, що так нагадували герою російсько-французької війни 1812 року Миколі Миколайовичу Раєвському місця колишніх боїв, була закладена нова церква в ім'я Воздвиження Хреста Господнього. Будівництво її було закінчено в 1855 році. 4 жовтня 2006 року було відзначено 150-річчя освячення Хрестовоздвиженської церкви села Розумівка. В усипальниці Раєвських поховані генерал від кавалерії, герой російсько-французької війни 1812 року Микола Раєвський і його онук — полковник Микола Раєвський. У первинному стані усипальниця була спроєктована як піраміда. У два ряди стояло дванадцять чавунних колонад, частину яких можна оглянути зараз. Інші залишились замурованими в стіни під час будівництва церкви та її розширення.

## Культурні особливості
Село Розумівка знаходиться на південному краю Наддніпрянщини, де і по ці пори в більшости жителів наявний яскраво виражений середньонаддніпрянський діалект, як в плані лексики, так і в плані фонетики. Також іноді можна почути двоїну.
Також в культурному плані наявна величезна кількість традицій, які мають ще язичницьке коріння. Наприклад, стародавня пісня "А в нашого Шума" і досі співається старшими поколіннями, при чому ще й наявні мінімум дві варіації: одна новіша, в якій описується танець, а інша має більш язичницький текст.

## Символіка

### Герб
У скошеному зліва щиті у верхній частині золотій частині — Розумівський хрест, у нижній синій частині — срібний лебідь із золотим дзьобом.

### Прапор
Жовте квадратне полотнище з синім Розумівським хрестом в центрі.

### Пояснення символіки
Синій Розумівський хрест зображений на стіні Хрестовоздвиженській церкві — усипальні родини Раєвських. Лебідь був на гербі роду Раєвських, яким належала Розумівка.
Синій колір символізує духовність та вірність, золото — багатство та велич, а срібло є символом шляхетності, чистоти та бездоганності.

## Видатні люди
У Розумівці народилися:
- Бідненко Віталій Романович (1923—2008) — засновник та директор Олександрівської дитячої музичної школи, аматорського хору «Тясмин».
- Мошуренко Василь Петрович (1958—2018) — український прозаїк-новеліст, поет, учитель-філолог, історик. Член Національної спілки письменників України. Видатний земляк!
- Скляр Микола (? — 1920) — військовий діяч часів УНР. А деякі шукають його могилу в Миколаївці

Також за років життя генерала Миколи Миколайовича Раєвського Єразмівку відвідував Олександр Пушкін